# Кёлер, Эрнест Иосифович
Эрнест Иосифович Кёлер (Эрнесто Кёлер, нем. Ernesto Köhler; 4 декабря 1849, Модена, Моденское герцогство — 4 [17] мая 1907, Санкт-Петербург, Российская империя) — итальянско-русский флейтист и композитор.

## Биография
Сын и ученик Йозефа (Джузеппе) Венцеслава Кёлера (1809—1878), флейтиста придворного оркестра в Модене, родился в Модене 4 декабря 1849 года. В детстве Эрнест гастролировал по Италии, выступая в сопровождении своего брата пианиста Фердинандо. В 19 лет уже играл в оркестре вместе с отцом. 
В 1869—1871 годах был солистом оркестра Карл-театра в Вене. В 1871 году по рекомендации соотечественника Чезаре Чиарди был принят флейтистом в оркестр Санкт-Петербургского императорского театра. После смерти Чиарди (1878) занял его место первого флейтиста. Всю оставшуюся жизнь провёл в Петербурге. В 1906 году «Санкт-Петербургский вестник» поместил заметку о Кёлере к 35-летию его деятельности в российской столице.
Умер 4 (17) мая 1907 года и был похоронен на Никольском кладбище Александро-Невской лавры.

## Творческая деятельность
Кёллер был одним из знаменитейших флейтистов своего времени. Автор более 100 пьес, этюдов, дуэтов для флейты, которые при его жизни были популярны и успешно издавались музыкальным издательством Циммерман. Для Императорского театра он сочинил оперу «Бен Ахмет» (поставлена в 1893) и несколько успешных балетов (особенно популярен был балет «Клоринда»). 
В своём композиторском творчестве Кёллер уделял значительное внимание красоте мелодии. Его музыка была широко известна и часто исполнялась не только в России, но и в Европе, Америке и даже в Австралии. Публика очень любила его произведения, а музыканты высоко ценили великолепное знание автором особенностей игры на флейте.
Несмотря на то, что Кёллер родился уже после изобретения Бёмом флейты новой системы, он всю жизнь играл на классических флейтах простых систем. Впрочем, допускал, что его этюды удобнее играть на флейте конструкции Бёма, к которой сам относился иронически.
Этюды Кёллера прочно вошли в репертуар начинающих флейтистов. Кёллер также владел и другими музыкальными инструментами, в частности играл на мандолине. В 1866 году издательством Циммермана опубликована первая в России школа игры на мандолине, написанная Кёллером.

## Сочинения
- балет «Клоринда»
- Вальс-каприс для флейты и фп., op.14
- «Колыбельная» для флейты и фп., op.30 N2
- Новая практическая весьма понятная школа для мандолины (1866)
- Из 6 пьес: «Бабочка». Концертный этюд для флейты и фп., op. 30 N4 (1886)
- Школа игры на флейте (1887)
- 35 этюдов для флейты, op. 33
- Упражнения для флейты, op. 33 (1888)
- «Эхо» для флейты и фп., op.40
- «Danza campestre» для флейты и фп., op.43
- «Rêverie poétique» для флейты и фп., op.49b (1889)
- Школа игры на флейте-пикколо (1890)
- «Пастушья идиллия» для флейты и фп., op. 58 (1891)
- 40 дуэтов для 2х флейт, op.55
- 3 серенады для флейты и фп., op.59
- Из 6 пьес: «Русский сувенир» для флейты и фп., op. 60 N3 (1892)
- опера «Бен Ахмед» (1893)
- 25 романтических этюдов для флейты, op. 66
- Концертный дуэт на мелодию Шуберта, для 2х флейт и фп., op.67
- 2 концертных дуэта на мелодию Шопена, для 2х флейт и фп, op. 68
- «Восточная серенада» для флейты и фп., op.70 (1897)
- «Полёт ласточки». Концертный этюд для флейты и фп.(оркестра), op. 72 (1898)
- 30 виртуозных этюдов для флейты во всех тональностях, op. 75 (1898)
- Школа беглости для флейты, op. 77
- Концерт-фантазия «La Romantique» для флейты и фп., op. 80 (1899)
- 6 пьес для флейты и фп. op. 82 («Снежинки», «Молот и наковальня», «Шторм» и др.)
- «Вальс цветов» для 2х флейт и фп., op. 87 (1902)
- 22 этюда для развития лёгкости и выразительности, op. 89
- «Fantasca», для флейты и фп., op. 91
- Большой квартет Ре мажор, для 4х флейт, op. 92
- 20 лёгких уроков для флейты, op. 93
- 6 сонатин для флейты и фп., op. 96
- Концерт соль минор для флейты и фп., op.97
- «Au Vol d’Oiseau» для флейты, скрипки, виолончели (ad lib.) и фп., op.98